# Орделаффи
Орделаффи (итал. Ordelaffi) — синьориальный род Форли, возможно, происходит из Тревизо.

## История
Первым достоверным свидетельством о представителе рода считается упоминание Пьетро де Орделаффо в «Хронике» Толосано за 1170 год По другим сведениям, первым из Орделаффи в источниках за 1163 год упоминается некий Пьетро в качестве долговременного арендатора монастыря Св. Меркуриалия в Форли (en:Abbey of San Mercuriale, Forlì) и большого количества недвижимости в этом городе и его окрестностях.
В течение XIII века род Орделаффи прочно укоренился в Форли и активно участвовал в борьбе с другими коммунами, в первую очередь с соседней Фаэнцей. В условиях упадка имперской власти обострилась борьба знатных семей разных городов за политическое влияние, и в Форли успеха на этом поприще добились Орделаффи. Со времён императора Священной Римской империи Фридриха II Орделаффи зарекомендовали себя сторонниками императорской власти в Романье, но при этом в противостоянии гвельфов и гибеллинов лавировали между приверженцами первых, семьёй Кальболи, и лидерами вторых, в частности графом Гвидо да Монтефельтро, который в конце XIII века сделал Форли оплотом гибеллинизма.
К 30-м годам XIV века Орделаффи добились синьории в Форли и близлежащих городках, включая Форлимпополи и Чезену, после чего с некоторыми перерывами удерживали её до 1504 года, когда окончательно уступили свои владения Папскому государству.
Синьорию Бертриноро Орделаффи удерживали в 1306—1337 и 1350—1394 годах. Синьорию Каструм Реверсани (ныне — часть коммуны Чезена — Роверсано (it:Roversano)) — в 1324—1371 и в 1392—1465 годах (оба раза они уступили владение архиепископу Равенны).

## Персоналии
- Фаледро Орделаффи, участник Первого крестового похода.
- Теобальдо[итал.], лидер гибеллинов в Форли, умер в 1296 году.
- Пеппо, сын Теобальдо, избран капитулом на кафедру епископа Форли и занимал её в 1303 году вопреки интригам графа Ринальдо, в том же году избрание утверждено Папой Бенедиктом XI.[6][7]
- Скарпетта, сын Теобальдо, умер в 1317 году, 1-й Орделаффи — синьор Форли (1295—1315). На основании утверждения Флавио Бьондо в его «Истории» (декада II) традиционно считается, что в 1307—1308 годах обязанности начальника придворной канцелярии («dictatore epistolae») при Скарпетте исполнял Данте Алигьери;[8] при помощи Скарпетты Данте даже пытался вернуться из ссылки в родную Флоренцию, но безуспешно.[9]
- Пино I (it:Pino I Ordelaffi), синьор Бертриноро (1306—1310), приказал построить резиденцию городской администрации (Палаццо комунале).[4]
- Чекко I (it:Francesco I Ordelaffi), брат Скарпетты, синьор Форли (1315—1331), удерживал в синьории также Форлимпополи и Чезену.
- Франческо II (it:Francesco II Ordelaffi, 1310—1373 гг.), также известен как Франческо Орделаффи Великий, племянник Скарпетты и Чекко I, синьор Форли (1331—1369), Чезены, Бертриноро, Форлимпополи, Кастрокаро Терме, Мельдолы, Ориоло, Предаппио, Довадолы, кондотьер. По кондотте с Папским государством в апреле 1333 года участвовал в походе на Феррару, потерпел поражение и попал в плен; освобождён без выкупа в августе, в сентябре вернулся в Форли.[10] Продолжил начатое дядями противостояние с кардиналом Альборносом, стремившимся вернуть синьорию Папской области, в 1357 году потерял Чезену, а в 1369 — Форли. Сумел сохранить господство семьи в Форлимпополи и Кастрокаро в качестве викариата. Предпринял несколько неудачных попыток вернуть Форли с помощью Висконти, затем стал использовать вооружённую силу, сначала на деньги Висконти, позднее — Венеции, но по-прежнему безуспешно.
  - Марция Орделаффи[итал.] из рода Убальдини (it:Ubaldini), известна под прозвищем Чиа, жена Франческо, активно помогала мужу в политике и на войне, со временем обрела легендарный образ женщины-воительницы.
- Синибальдо (it:Sinibaldo Ordelaffi, 1336—1386), синьор Форли (1376—1385), Форлимпополи, Кастрокаро Терме, кондотьер. Сумел вернуть Форли, став в 1376 году синьором и папским викарием, но в 1385 году свергнут племянниками, Пино II и Чекко III, умер в заключении в 1386 году.[11] В 1384 году завоевал Ареццо и перевёз оттуда в Форли церковную реликвию — голову Святого Донато.[12]
- Джованни (it:Giovanni Ordelaffi, 1355—1399), «капитан удачи» (it:Capitano di ventura), то есть командир наёмников. В 1380 году на стороне Венеции принял участие в Войне Кьоджи, затем вплоть до 1397 года профессионально участвовал во множестве военных предприятий. Убит по приказу Пино II из-за подозрений в подстрекательстве к заговору.[13]
- Пино II (it:Pino II Ordelaffi), племянник Синибальдо, синьор Форли (1386—1402), Форлимпополи, Ориоло, Кастрокаро Терме, кондотьер. Участвовал в различных военных походах с 1375 года по 1402 год, когда вместе с правителем Болоньи Джованни Бентивольо воевал с миланскими Висконти. В 1386 году защищал Форли от нападения своего двоюродного брата Джованни Орделаффи.[14]
- Чекко III (it:Francesco III Ordelaffi, 1349—1405), племянник Синибальдо, синьор Форли (1402—1405 гг.), убит во время восстания горожан, в результате которого синьория была вновь утрачена семьёй.
- Джорджио (it:Giorgio Ordelaffi), вернул синьорию Форли в 1411 году и сохранял её до самой смерти в 1423 году.
- Теобальдо (it:Tebaldo Ordelaffi, 1413—1425), сын Джорджио, синьор Форли (1423—1425).
- Антонио (it:Antonio Ordelaffi), сын Теобальдо, синьор Форли (1433—1436, 1438—1448). В 1443 году ввёл в действие новый статут Форлимпополи.[15]
- Чекко IV (it:Francesco IV Ordelaffi, 1435—1466), сын Антонио, синьор Форли (1448—1466), кондотьер. В 1448—1452 годах по кондотте с Венецией участвовал в боевых действиях против Милана. Летом 1463 года по договору с Папским государством заменил во главе отряда из 300 кавалеристов и 100 пехотинцев заболевшего брата Пино III и осадил в Фано войска Роберто Малатеста (it:Roberto Malatesta), после чего против него возникли подозрения в попытке отравить брата, и разгорелась вражда. Существует версия о гибели Чекко в результате заговора, организованного его братом, однако официальные хроники говорят только о естественной кончине вследствие болезни.[16]
- Пино III (1440—1480), брат Чекко IV, синьор Форли (1466—1480). Один из наиболее известных представителей династии, сын своего времени, не лишённый жестокости, но стремившийся сохранить образ просвещённого правителя. Окружил город крепостной стеной, обеспечил период политического спокойствия и экономического процветания[17].

Со смертью Пино III положение Форли стремительно изменилось: в течение нескольких месяцев синьория несколько раз переходила от одного представителя рода Орделаффи к другому, пока в 1481 году Папа Сикст IV не передал её своему родственнику (по разным сведениям, племяннику или даже незаконнорождённому сыну) Джироламо Риарио, женатому на Катерине Сфорца. В 1499 году Форли пал жертвой интриг Чезаре Борджиа, а в январе 1500 года вошёл в Папское государство.
- Синибальдо II (1467—1480), младший сын Пино III.
- Чекко V (Cecco Ordelaffi, 1461—1488), сын Чекко IV и Элизабетты Манфреди.
- Антонио Мария (1460—1504), сын Чекко IV, синьор Форли (1503—1504) и Форлимпополи, кондотьер. В 1482 году по кондотте с Флоренцией вёл боевые действия против войск Папы Сикста IV в попытке вернуть Форли, в 1483 году воевал с тем же противником, будучи уже на службе Венеции.[19] Со смертью Антонио Марии мужская линия рода Орделаффи пресеклась.

## Упоминания в литературе

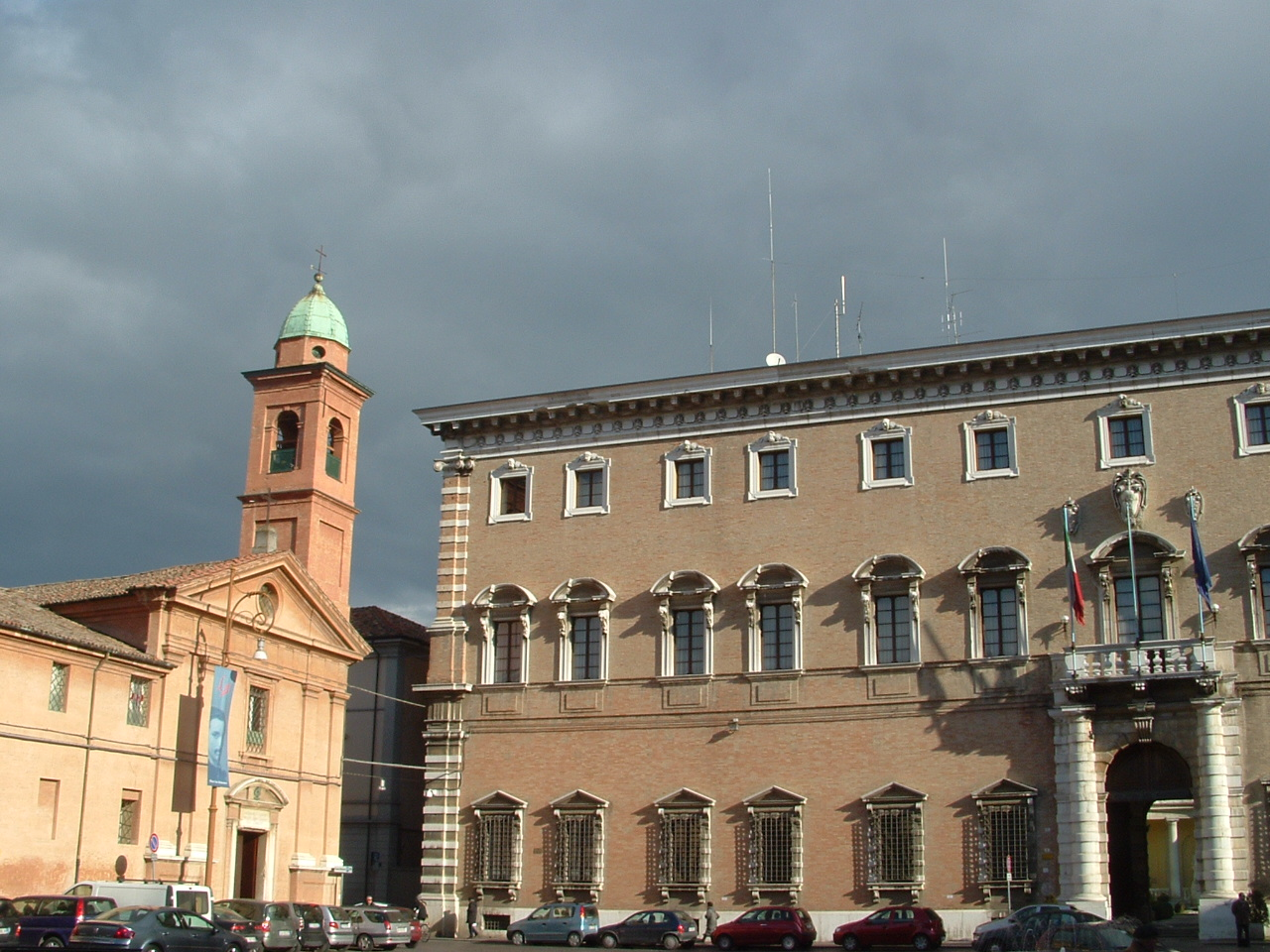
Пьяцца Орделаффи в Форли

В «Божественной комедии» Данте («Ад», XXVII, 43-45) встречается следующее троестишие:

Оплот, который долго защищался
и где французов алый холм полёг,
в зелёных лапах ныне оказался.
Оригинальный текст (итал.) La terra che fé già la lunga prova
e di Franceschi sanguinoso mucchio,
sotto le branche verdi si ritrova.
— Divina Commedia di Dante Alighierri//MediaSoft.it
Комментаторы считают эти стихи относящимися к Форли (ввиду имевшей там место битвы между гвельфами, которым помогали французы, и гибеллинами), а метафору «в зелёных лапах оказался» — аллюзией с изображением зелёного льва на гербе Орделаффи.

## Дворцы и замки

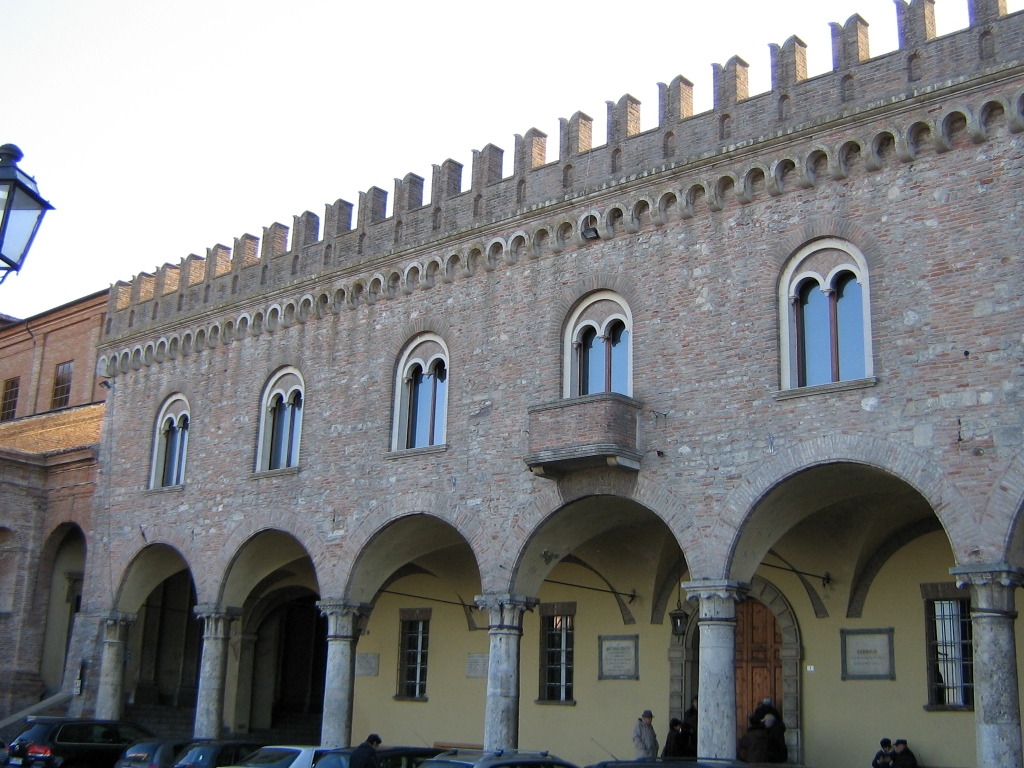
Палаццо Орделаффи в Бертриноро

- Палаццо Комунале (Форли), существует с XIV в., в настоящее время здесь размещается муниципалитет.
- Палаццо Альбичини (it:Palazzo Albicini) в Форли, на месте нескольких древних усадеб Орделаффи.
- Цитадель Равальдино (it:Rocca di Ravaldino) в Форли (XIV в.)
- Цитадель Форлимпополи, построена между 1380 и 1400 годами, в настоящее время здесь размещается городской археологический музей.
- Замок Предаппио Альта в окрестностях Предаппио, построен в X веке, укреплён в 1471 году.
- Палаццо комунале (Бертриноро).